# 千葉吉蔵
千葉 吉蔵（ちば きちぞう、1874年4月15日 - 1927年10月22日）は、日本の映画創成期の撮影技師、編集技師、現像技師である。日本で初めて移動撮影、俯瞰撮影、劇映画のロケーション撮影を行った人物である。

## 人物・来歴
1874年（明治7年）4月15日、東京府下谷町（のちの同府東京市下谷区、現在の東京都台東区下谷）に生まれる。
吉沢商店幻燈部に所属して現像技師を務め、1903年（明治36年）から同社がニュース映画等の製作を開始するにあたり、撮影技師となる。当時同社の撮影技師には村上満麿、小西亮らがいた。1905年（明治38年）には、枝正義郎が入社、千葉に師事、東郷平八郎の凱旋を撮影した『東郷大将活動写真』を千葉技師・枝正助手で行っている。枝正によれば、同作において、フィックス撮影中心であった当時の日本で、初めて移動撮影、俯瞰撮影を行ったのが千葉である。
1908年（明治41年）には同社が撮影所を建設・開所した。同年、中野信近を主演に撮影した菊池幽芳原作の『己が罪』の撮影において、神奈川県・江ノ島にロケーション撮影を行ったが、これが日本初の劇映画のロケーション撮影とされる。当時は監督の役割を果たす職能が存在せず、中野らの解釈による芝居を千葉らカメラマンは撮影し、映画を仕上げていた。当時使用した機材はゴーモンのカメラで、200フィートでマガジンが1巻終了になり、芝居の途中に「待った」と撮影技師が叫び、動きを停止してフィルム交換を行っていたのは、千葉の時代の話である。
1912年（大正元）10月1日、同社が他の3社と合併して日本活動写真株式会社（日活）を形成した際にも引き続き日活に所属し、翌1913年（大正2年）10月には旧吉沢の撮影所が閉鎖され、村上・小西らとともに新設の日活向島撮影所に異動している。しかし同時期に日活から独立した山川吉太郎が設立した東洋商会に小西とともに引き抜かれて移籍する。
それらの活動と平行し、1911年（明治44年）には独立し、現像場を兼ね、東京日日新聞（現在の毎日新聞東京本社）専属のニュース映画製作会社「千葉映画製作所」を経営した。
1927年（昭和2年）10月22日、死去した。満53歳没。
没後の「千葉映画製作所」は長男の一郎が継ぎ、1933年（昭和8年）からの『小学校地理映画体系』（12篇・15巻）は日本初の体系的な教材映画とされ、一定の活動を残したが、1945年（昭和20年）、東京大空襲によって壊滅したとされる。次男の平八郎は、戦後、横浜シネマ現像所（現在のヨコシネ ディー アイ エー）に在籍した。

## おもなフィルモグラフィ
日本映画データベースに記載される本数は少ないが、資料に残っているものが少ないためである。東洋商会での作品に関しては不明である。
1905年
- 『東郷大将活動写真』 : ドキュメンタリー映画、吉沢商店[1]

1906年
- 『社会パック活動写真』 : 原案・脚色呑気楼三昧（高松豊次郎）、東京パック社

1908年
- 『己が罪』 : 原作菊池幽芳、主演中野信近、吉沢商店[10]
- 『己が罪 続編』 : 原作菊池幽芳、主演中野信近、吉沢商店[10]
- 『幽霊かがみ』 : 主演中野信近、吉沢商店[10]

1909年
- 『己が罪 続』 : 原作菊池幽芳、主演中野信近、吉沢商店[10]
- 『想夫憐』 : 原作渡辺霞亭、主演中野信近、吉沢商店[10]
- 『乳姉妹』 : 原作菊池幽芳、主演中野信近、吉沢商店[10]
- 『血の涙』 : 主演中野信近、吉沢商店[10]

## 関連事項
- 移動撮影
- 俯瞰撮影（英語版）
- 吉沢商店
- 日活向島撮影所
- 己が罪